# Канч (Ньюфаундленд і Лабрадор)
Канч (англ. Conche) — містечко в Канаді, у провінції Ньюфаундленд і Лабрадор.

## Населення
За даними перепису 2016 року, містечко нараховувало 170 осіб, показавши скорочення на 6,1%, порівняно з 2011-м роком. Середня густина населення становила 18,4 осіб/км².
З офіційних мов обидвома одночасно не володів жоден з жителів, тільки англійською — 170.
Працездатне населення становило 61,5% усього населення, рівень безробіття — 62,5% (85,7% серед чоловіків та 30% серед жінок). 62,5% осіб були найманими працівниками, а 20,8% — самозайнятими.

## Клімат
Середня річна температура становить 2,3°C, середня максимальна – 17,3°C, а середня мінімальна – -13,7°C. Середня річна кількість опадів – 1 125 мм.
| Клімат поселення                              | Клімат поселення | Клімат поселення | Клімат поселення | Клімат поселення | Клімат поселення | Клімат поселення | Клімат поселення | Клімат поселення | Клімат поселення | Клімат поселення | Клімат поселення | Клімат поселення | Клімат поселення |
| Показник                                      | Січ.             | Лют.             | Бер.             | Квіт.            | Трав.            | Черв.            | Лип.             | Серп.            | Вер.             | Жовт.            | Лист.            | Груд.            |                  |
| Середній максимум, °C                         | −3,83            | −4,37            | −0,37            | 4,60             | 8,52             | 13,24            | 16,66            | 17,33            | 13,25            | 8,03             | 3,12             | −2,01            |                  |
| Середня температура, °C                       | −8,51            | −9,05            | −5,05            | −0,08            | 3,84             | 8,55             | 13,60            | 14,25            | 10,17            | 4,95             | 0,05             | −5,09            |                  |
| Середній мінімум, °C                          | −13,2            | −13,74           | −9,74            | −4,77            | −0,85            | 3,87             | 10,53            | 11,18            | 7,09             | 1,87             | −3,01            | −8,13            |                  |
| Норма опадів, мм                              | 105              | 91               | 80               | 69               | 72               | 104              | 96               | 96               | 91               | 104              | 103              | 114              |                  |
| Середньомісячна швидкість вітру, м/с          | 6.90             | 6.62             | 6.47             | 5.95             | 5.40             | 5.19             | 4.89             | 5.00             | 5.69             | 6.10             | 6.59             | 7.10             |                  |
| Середньомісячна сонячна радіація, кДж/м²·день | 3490             | 6436             | 10612            | 14415            | 17248            | 18620            | 18243            | 15194            | 10993            | 6363             | 3569             | 2558             |                  |
| --------------------------------------------- | ---------------- | ---------------- | ---------------- | ---------------- | ---------------- | ---------------- | ---------------- | ---------------- | ---------------- | ---------------- | ---------------- | ---------------- | ---------------- |
| Джерело:                                      |                  |                  |                  |                  |                  |                  |                  |                  |                  |                  |                  |                  |                  |